# Ko Bergh
Jakobus Henderiekus (Ko) Bergh (Weesp, 1 maart 1915 – Zwolle, 16 april 2005) was een Nederlands politicus van de PvdA.
Na het afronden van de ulo en de hbs begon hij als volontair op het secretarie in Weesp. Bergh werd kort erna aangesteld als klerk. In Zandvoort en Bloemendaal werkte hij als adjunct-commies, in de gemeente Bloemendaal werd hij later benoemd tot commies 1e klasse. In mei 1951 werd hij aangesteld als burgemeester van Jisp en in september 1955 volgde zijn benoeming tot burgemeester van Schoorl. Van 1968 tot 1980 was hij burgemeester van Epe, waarna hij eerst een jaar waarnemend burgemeester was van Dodewaard en daarna nog enige tijd waarnemend burgemeester van Olst. Bergh overleed in 2005 op negentigjarige leeftijd.